# Blues de Pali
Maillots
Les Blues de Pali (Pali Blues) sont une équipe de soccer féminin américain représentant les quartiers nord-ouest de Los Angeles  en Californie sur la côte Pacifique des États-Unis.
L'équipe évolue dans la Division Ouest de la Conférence de l'Ouest, de la USL W-League, le premier niveau de soccer (football) féminin aux États-Unis. Les couleurs de l'équipe sont le bleu pâle pour les matchs à domicile et l'orange et blanc pour les matchs extérieurs.
L'équipe joue ses matchs à domicile au Stadium-by-the-Sea situé au Palisades High School dans le secteur Pacific Palisades de Los Angeles. Ce stade a une capacité de 4 000 supporteurs. Le club bénéficie du soutien du groupe d'ultras du Tony Danza Army.

## Histoire
Fondée en 2007 par la femme d'affaires millionnaire Maryam Mansouri, les Pali Blues remportent le championnat de la USL W-League dès leur saison inaugurale, ceci en battant en finale 2-1 le FC Indiana le 2 août 2008. L'équipe répète l'exploit la saison suivante en battant en finale 2-1 Washington Freedom Futures (un club réserve de l'ancien Washington Freedom) le 7 août 2009. 
Au cours de leurs deux premières saisons, les Pali Blues ne connaissent pas une seule défaite. En 2008, elles remportent 12 victoires en 12 matchs et en 2009, 9 victoire et 3 nuls en 12 matchs. Cependant dès 2009, la Création de la nouvelle ligue professionnelle, la Women's Professional Soccer (WPS) décime les rangs des Pali Blues, plusieurs joueuses étoiles quittant le club pour la WPS.
Depuis la saison 2010, les Pali Blues ont créé deux organisations-sœurs : le Los Angeles Blues évoluant dans la USL Pro, le 3e niveau dans la pyramide masculine aux États-Unis et, le Blues Youth Soccer Club, une organisation jeunesse mixte pour  garçons et filles. En 2011 une équipe de la Premier Development League est affilié au club

## Parcours en W-League
| Année | Ligue        | conférence            | Division            | Saisons régulières                                                    | Séries éliminatoires                     |
| ----- | ------------ | --------------------- | ------------------- | --------------------------------------------------------------------- | ---------------------------------------- |
| 2008  | USL W-League | Conférence de l'Ouest | Division de l'Ouest | Termine au 1er rang de sa division et remporte le titre de conférence | Vainqueur du Championnat W-League        |
| 2009  | USL W-League | Conference de l'Ouest | Division de l'Ouest | Termine au 1er rang de sa division et remporte le titre de conférence | Vainqueur du Championnat W-League        |
| 2010  | USL W-League | Conférence de l'Ouest | Division de l'Ouest | Termine au 2e rang de sa division                                     | Éliminé en finale de conférence          |
| 2011  | USL W-League | Conférence de l'Ouest | Division de l'Ouest | Termine au 3e rang de sa division                                     | ne se qualifie pas                       |
| 2012  | USL W-League | Conférence de l'Ouest | Division de l'Ouest | Termine au 1er rang de la division et remporte le titre de conférence | Finaliste, perd en finale de championnat |
| 2013  | USL W-League | Conférence de l'Ouest | Division de l'Ouest | Termine au 1er rang de sa division et remporte le titre de conférence | Vainqueur du Championnat W-League        |

## Honneurs de l'équipe
- USL W-League Western Conference Champions 2012
- USL W-League Western Division Champions 2012
- USL W-League Champions 2009
- USL W-League Western Conference Champions 2009
- USL W-League Western Division Champions 2009
- USL W-League Champions 2008
- USL W-League Western Conference Champions 2008
- USL W-League Western Division Champions 2008

## Effectif pour la saison 2012
Après la suspension des activités de la Women's Professional Soccer en février 2012, les Pali Blues font signer plusieurs joueuses devenues agents libres comme Whitney Engen défenseure de la saison WPS 2011, Nikki Washington et Liz Bogus
En date du 8 juin 2012.
| N° | Nat.                   | Poste | Nom du joueur        |
| -- | ---------------------- | ----- | -------------------- |
| 1  | Drapeau des États-Unis | G     | Anna Maria Picarelli |
| 2  | Drapeau des États-Unis | D     | Cami Levin           |
| 3  | Drapeau des États-Unis | D     | Elizabeth Eddy       |
| 4  | Drapeau des États-Unis | D     | Whitney Engen        |
| 5  | Drapeau des États-Unis | D     | Kahlia Hogg          |
| 6  | Drapeau de l'Australie | D     | Servet Uzunlar       |
| 7  | Drapeau des États-Unis | A     | Liz Bogus            |
| 8  | Drapeau du Mexique     | A     | Anisa Guajardo       |
| 9  | Drapeau des États-Unis | A     | Ann Marie Tangorra   |
| 10 | Drapeau des États-Unis | M     | Beth West            |
| 11 | Drapeau des États-Unis | D     | Molly Kruger         |
| 12 | Drapeau des États-Unis | M     | Taylor Lytle         |
| 13 | Drapeau du Canada      | D     | Sasha Andrews        |
| 14 | Drapeau des États-Unis | M     | Sarah Huffman        |

| No. | Nat.                    | Position | Nom du joueur    |
| --- | ----------------------- | -------- | ---------------- |
| 15  | Drapeau des États-Unis  | D        | Michelle Pao     |
| 16  | Drapeau des États-Unis  | M        | Jae Slocum       |
| 17  | Drapeau des États-Unis  | M        | Melanie DeSalvo  |
| 18  | Drapeau des États-Unis  | D        | Christie Shaner  |
| 19  | Drapeau de l'Angleterre | A        | Stacey Rodwell   |
| 20  | Drapeau des États-Unis  | M        | Mariah Nogueira  |
| 21  | Drapeau des États-Unis  | G        | Ryann Torrero    |
| 22  | Drapeau des États-Unis  | D        | Shanna Hudson    |
| 23  | Drapeau des États-Unis  | D        | Lydia Hastings   |
| 24  | Drapeau des États-Unis  | A        | Liz Franco       |
| 25  | Drapeau des États-Unis  | A        | Lynn Williams    |
| 26  | Drapeau des États-Unis  | M        | Nikki Washington |
| 27  | Drapeau des États-Unis  | M        | Lindsey Bullock  |
| 34  | Drapeau des États-Unis  | D        | Danielle Hubka   |

## Distinction individuelle
En 2012, la gardienne Anna Maria Picarelli, les défenseures Sasha Andrews et  Michelle Pao, la milieu de terrain Sarah Huffman et l'attaquante Lynn Williams sont élues sur l'équipe d'étoiles de la W-League De plus Anna Maria Picarelli est nommée gardienne de but de l'année, Lynn Williams joueuse recrue de l'année (Rookie of the Year) et Charlie Naimo entraineur-chef de l'année.

## Équipe technique 2012
- Entraineur-chef :   Charlie Naimo
- Entraineur-adjoint :  Shayon Jalayer
- Entraineur-adjoint :  Fabian Sandoval
- Entraîneur des gardiennes :  Keith Steinkoenig

### Anciens entraineurs-chefs
- Jacob Tudela (2010-2011)
- Chsrlie Naimo (2008-2009)

## Anciennes joueuses célèbres
Au cours de son histoire, le club a compté de nombreuses joueuses notables dont plusieurs internationales:
- Karen Bardsley
- Janice Cayman
- Lauren Cheney
- Tobin Heath
- Kara Lang
- Amy LePeilbet
- Alex Morgan
- Jill Oakes
- Kelley O'Hara
- Christen Press